# Банши
Банши (на английски: banshee  [ˈbænʃiː], от старо-ирландското: bean sídhe [bʲæn ˈʃiː]  – „вълшебна жена“ жената от Ши) е жена-призрак в ирландския фолклор и във високопланинските райони на Шотландия, специален вид феи, които предсказват смъртта. Те приемат различни форми: от ужасна старица до бледа красавица. Обикновено се промъкват сред дърветата или летят. Те излъчват пронизителни писъци, в които виковете на диви гъски, риданията на дете и вой на вълк сякаш се сливат, оплаквайки смъртта на един от членовете на клана.
Според вярването появата на банши и нейният вледеняващ писък предвещават смърт. В повечето легенди тези духове са облечени в сиво или бяло, но се срещат и описания, според които банши носят червено или зелено и имат черно наметало. Имат дълга права черна коса, която разресват с гребен. В Ирландия е разпространено поверието, че ако някой намери гребен на земята, не трябва да го взема, защото баншито, което го е оставило там, ще го отвлече.
В съвременната култура, банши се срещат в много литературни творби на автори като Тери Пратчет, Клифърд Саймък, Джоан Роулинг и др.
Съществуват и филми за банши, както и мутации и подобия на банши, като „The Scream of Banshee“ (Писъкът на Банши) – във филма се разказва, как професор по археология открива опасен артефакт и несъзнателно освобождава същество, което е способно да убива със силата на вика си.
Използвана и в сериала „Teen wolf“ (Младият върколак), където една от главните и една от второстепенните героини са банши.
Също така е използвана и в сериала „Supergirl“, където играе една от второстепенните героини.
В американския сериал "Свръхестествено" има епизод, в който двамата главни герои трябва да заловят баншито - сезон 11 епизод 11.
В сериалът "Вампири: Наследство" от сагата "Дневниците на вампира", банши се появява в сезон 3, епизод 10. Там тя е едно от чудовищата, които излизат от Маливор.  